# Бизянов, Федот Григорьевич
Федо́т Григо́рьевич Бизя́нов (1782—1858) — уральский казак, генерал-майор, исполнял обязанности наказного атамана Уральского казачьего войска в 1837 году.
Собеседник Пушкина А. С. во время его визита в столицу Уральского казачьего войска — город Уральск в сентябре 1833 года.

## Биография
Бизяновы — старинный казачий род, множество членов которого принимали участие в восстании яицких казаков 1772 года и в Пугачёвском восстании 1773—1775 годов.
Федот Григорьевич Бизянов начал службу в 1798 году.
В 1798—1800 годах рядовым казаком участвовал в итальянском и швейцарском походе А. В. Суворова. В составе экспедиционного отряда генерала Римского-Корсакова А. М. принимал участие в битве при Цюрихе 14-15 сентября 1799 года.
В 1800 году был произведён в хорунжие. С 1800 по весну 1809 годов — проходил линейную службу в землях Войска.
В 1809 году был произведён в чин сотника. В этом же году, в течение двух с половиной месяцев, исполнял должность адъютанта при военном министре графе Аракчееве А. А., а затем до весны 1814 года служил адъютантом у войскового атамана Уральского казачьего войска Бородина Д. М., в 1812 — произведён в есаулы, в 1815 году участвовал в походе во Францию против Наполеона, в период его «ста дней» и весной 1816 года вместе с полком возвратился домой.
В чине войскового старшины Бизянов в 1820—1823 годах являлся полицмейстером в г. Уральске. С мая 1823 года по январь 1827 года проходил службу в должности командира Лейб-гвардии Уральской казачьей Его Величества сотни в Петербурге, был очевидцем восстания 14 декабря 1825 года. В 1826 году произведён в чин подполковника. С 1827 года был переведён на Уральскую «линию» дистаночным командиром. С лета 1831 по август 1833 командовал 7-м Уральским казачьим полком в Москве. В сентябре 1833 года Ф. Г. Бизянов произведён в чин полковника и с 14 сентября занимал должность советника Войсковой канцелярии в г. Уральске. Награждён двумя орденами, вторым — в 1839 году. В 1849 году был произведён в генерал-майоры.
Быв в числе должностных лиц и казаков, принимавших Пушкина А. С. в сентябре 1833 года в г. Уральске, рассказывал поэту об истории казаков на Яике, о Пугачёве, зная многие мельчайшие подробности тех событий из семейных рассказов, о своём боевом прошлом. В записной книжке Александра Сергеевича Пушкина сохранилась запись «Бизянов ур. полковник».
В июне 1837 года Бизянов участвовал во встрече цесаревича Александра Николаевича в Уральске, познакомился с воспитателем наследника В. А. Жуковским. Был близко знаком с уральским писателем и историком войска И. И. Железновым. Стал единственным на весь Уральск подписчиком на первое посмертное собрание сочинений Пушкина А. С.
Хорошо Бизянов был знаком и с русским учёным и писателем Далем В. И., часто бывавшем в Уральске по служебным делам. В 1839 году они вместе участвуют в Зимнем Хивинском походе, полковник Бизянов в должности походного атамана уральцев командовал 4-м и 5-м уральскими полками. В «Письмах друзьям из похода в Хиву» Даль пишет: «…Казаки просились убедительно, чтобы их пустить одних, а старик Бизянов даже сам увлёкся неуместным пылом этим и хотел кончить поход двумя полками уральцев…» в момент, когда руководитель похода В. А. Перовский принял решение о возвращении экспедиции. Уральцы прикрывали отход русских войск. Полковник Бизянов сумел обеспечить корпус провиантом, отбить нападения степняков и нанести кочевникам два поражения.

... Выше было сказано, что полковник Бизянов должен был направиться из Калмыковской крепости прямо на Эмбенское укрепление. Между 16 и 18 ноября (1839 года, О. Я.) он направился через р. Урал; 19 ноября выступил в поход, направляясь на р. Уил; ...— Михаи́л Игна́тьевич Ива́нин (1801—1874) — русский генерал, участник Туркестанских походов, военный историк и географ.
Бизянов Ф. Г. долгие годы оставался вторым человеком в Войске (после наказного атамана) по чину и пользовался большим уважением среди уральских казаков.
В мае 1858 года генерал-майор Бизянов Ф. Г. был исключен из воинских списков, как умерший.

### Семья
Федот Григорьевич был женат три раза. В приданое за третьей женой он получил шестнадцать душ крепостных, имение в с.Большая Борла. Избранницей казачьего офицера стала одна из восьми дочерей советника Симбирской уголовной палаты Ефима Фёдоровича и Федосьи Ивановны Андреевых, владевших крепостными крестьянами в с. Большая Борла и Озерки Сенгилеевского уезда Симбирской губернии.
Дети от первого брака:
- Иван Федотович Бизянов (1817—1840) — хорунжий 1-го Уральского казачьего полка. Застрелился 15 октября 1840 года, после смертельного огнестрельного ранения им командира полка подполковника Осипова Г. Я., во время службы на Кавказе.
- Константин Федотович Бизянов (1818—21.12.1883), генерал-лейтенант, в 1850-х−1870-х годах занимал видные посты в Уральском казачьем войске, неоднократно исполнял обязанности наказного атамана Уральского казачьего войска, в 1874 году активно участвовал в высылке казаков-старообрядцев в Каракалпакию, отказавшихся повиноваться новому «Положению о воинской службе, общественном и хозяйственном управлении Уральским казачьим войском», а впоследствии и членов их семей («уходцы»).

От второго брака у Бизянова Ф. Г. была дочь.

## Награды
- 26 ноября 1848 года награждён орденом Св. Георгия 4-й степени за беспорочную службу.
- Орден Святой Анны 2-й степени (07.08.1839)
- Орден Святого Станислава 2-й степени (16.01.1835)
- Также награждён другими наградами.